# Ernest R. Ackerman

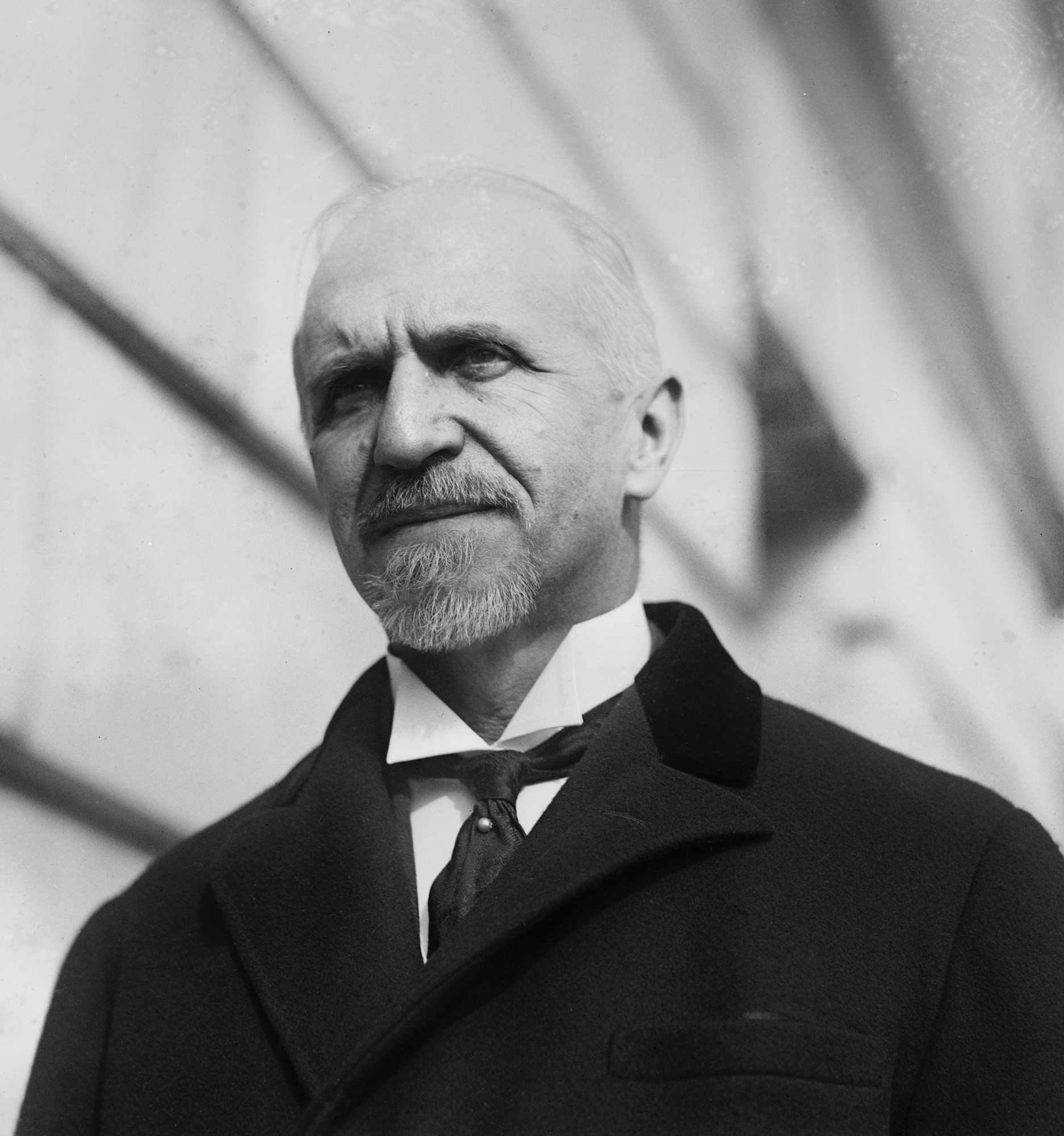
Ernest R. Ackerman (1920)

Ernest Robinson Ackerman (* 17. Juni 1863 in New York City; † 18. Oktober 1931 in Plainfield, New Jersey) war ein US-amerikanischer Politiker. Zwischen 1919 und 1931 vertrat er den Bundesstaat New Jersey im US-Repräsentantenhaus.

## Werdegang
Ernest Ackerman besuchte öffentliche und private Schulen in Plainfield, wohin seine Eltern mit ihm kurz nach seiner Geburt gezogen war. Im Jahr 1880 absolvierte er die dortige High School. In der Folge arbeitete er in der Zementherstellung. Gleichzeitig begann er als Mitglied der Republikanischen Partei eine politische Laufbahn. In den Jahren 1891 und 1892 gehörte er dem Stadtrat von Plainfield an; von 1905 bis 1911 saß er im Senat von New Jersey, dessen Präsident er im Jahr 1911 als Nachfolger von Joseph Sherman Frelinghuysen war. In den Jahren 1908 und 1916 nahm Ackerman als Delegierter an den jeweiligen Republican National Conventions teil. Von 1916 bis 1920 war er Kuratoriumsmitglied des Rutgers College in New Brunswick. Während des Ersten Weltkrieges leitete er die Lebensmittelverwaltungsbehörde im Union County. Von 1918 bis 1920 gehörte Ackerman auch dem Bildungsausschuss seines Staates an. Ferner war er Mitglied des New Jersey Geological Survey.
Bei den Kongresswahlen des Jahres 1918 wurde Ackerman im fünften Wahlbezirk von New Jersey in das US-Repräsentantenhaus in Washington, D.C. gewählt, wo er am 4. März 1919 die Nachfolge von William F. Birch antrat. Nach sechs Wiederwahlen konnte er bis zu seinem Tod am 18. Oktober 1931 im Kongress verbleiben. Während seiner Zeit als Abgeordneter wurde im Jahr 1919 der 19. Verfassungszusatz ratifiziert. Dabei ging es um die bundesweite Einführung des Frauenwahlrechts. Nach seinem Tod fiel sein Mandat nach einer Sonderwahl an den Demokraten Percy Hamilton Stewart.
Seit 1892 war er mit der aus Maryland stammenden Nora L. Weber verheiratet. Die Ehe blieb kinderlos. Im September 1907 nahmen beide an der Jungfernfahrt der Lusitania, des bis dahin größten Schiffs der Welt, von Liverpool nach New York teil.